# Tailwind Airlines
Tailwind Airlines — турецкая авиакомпания. Занимается чартерными пассажирскими перевозками. Базовый аэропорт авиакомпании — Стамбульский аэропорт имени Сабихи Гёкчен.
Tailwind Airlines также сдаёт в аренду свои самолеты вместе с экипажем другим авиакомпаниям, которые нуждаются в самолетах на определенные периоды.
Авиакомпания была создана в 2006 году. Начала полёты только в мае 2009 года.
Осуществляет полёты в 26 стран.

## Флот
По состоянию на август 2023 года средний возраст всего флота авиакомпании составляет 25 лет и состоит из:

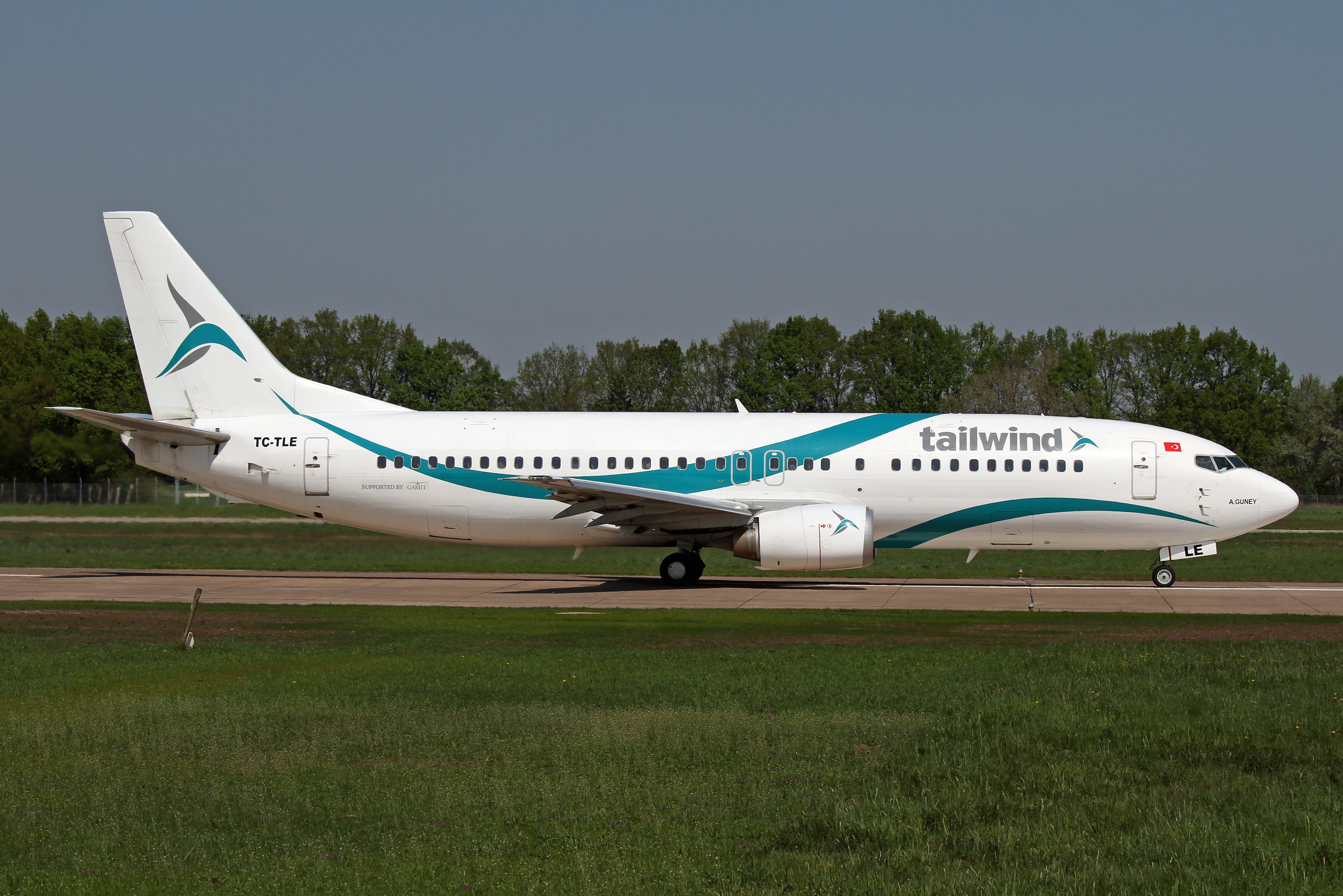
Boeing 737-400 (TC-TLE) в аэропорту Ганновер-Лангенхаген

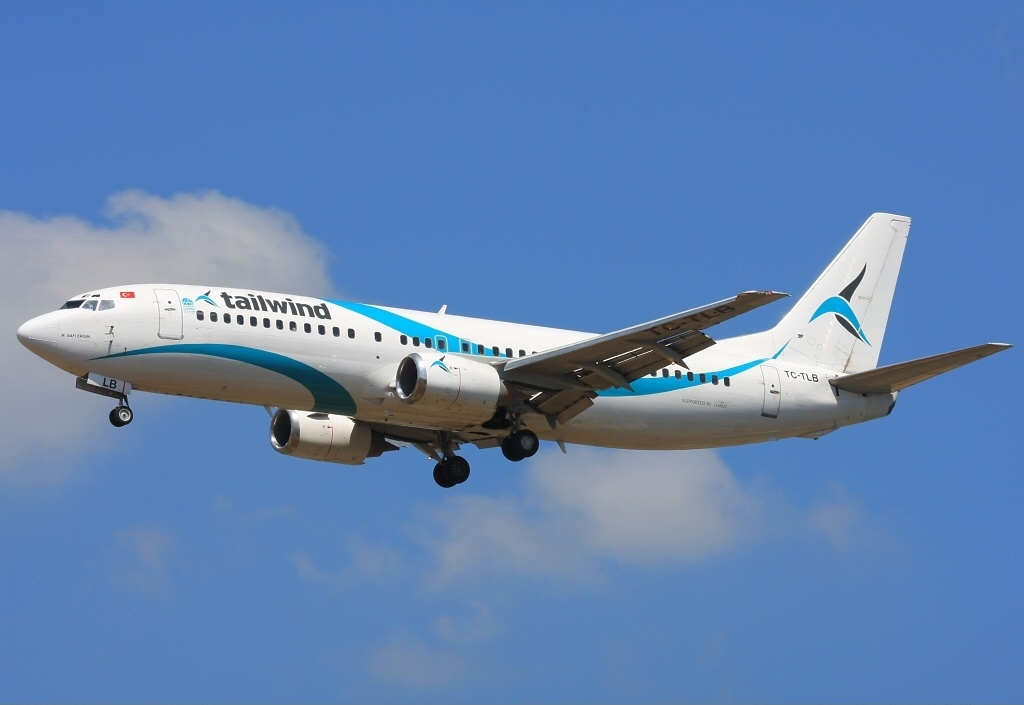
Boeing 737-400 (TC-TLB) заходит на посадку в аэропорту Брюсселя

| ВС             | Эксплуатируются | Заказы | Пассажирских мест |
| -------------- | --------------- | ------ | ----------------- |
| Boeing 737-400 | 5               | —      | Y168              |
| Boeing 737-800 | 2               | —      | Y189              |
| Итого          | 7               | —      |                   |

## Инциденты и происшествия
- 31 августа 2016 года самолет Boeing 737-800 (TC-TLH) авиакомпании Tailwind Airlines с логотипом ливанской авиакомпании «Wings of Lebanon» приземлился в израильском аэропорту Бен-Гуриона[9]. Самолёт ранее действительно был арендован авиакомпанией Wings of Lebanon, но за пять дней до инцидента он был отправлен на техобслуживание в Турцию[10]. Однако техобслуживание прошло быстрее, и в оставшееся время Tailwind Airlines выполнила на самолёте несколько рейсов, в том числе и в Израиль, который остаётся врагом Ливана уже 60 лет[11]. Ливанская авиакомпания отказалась использовать этот самолёт в дальнейшем[12].

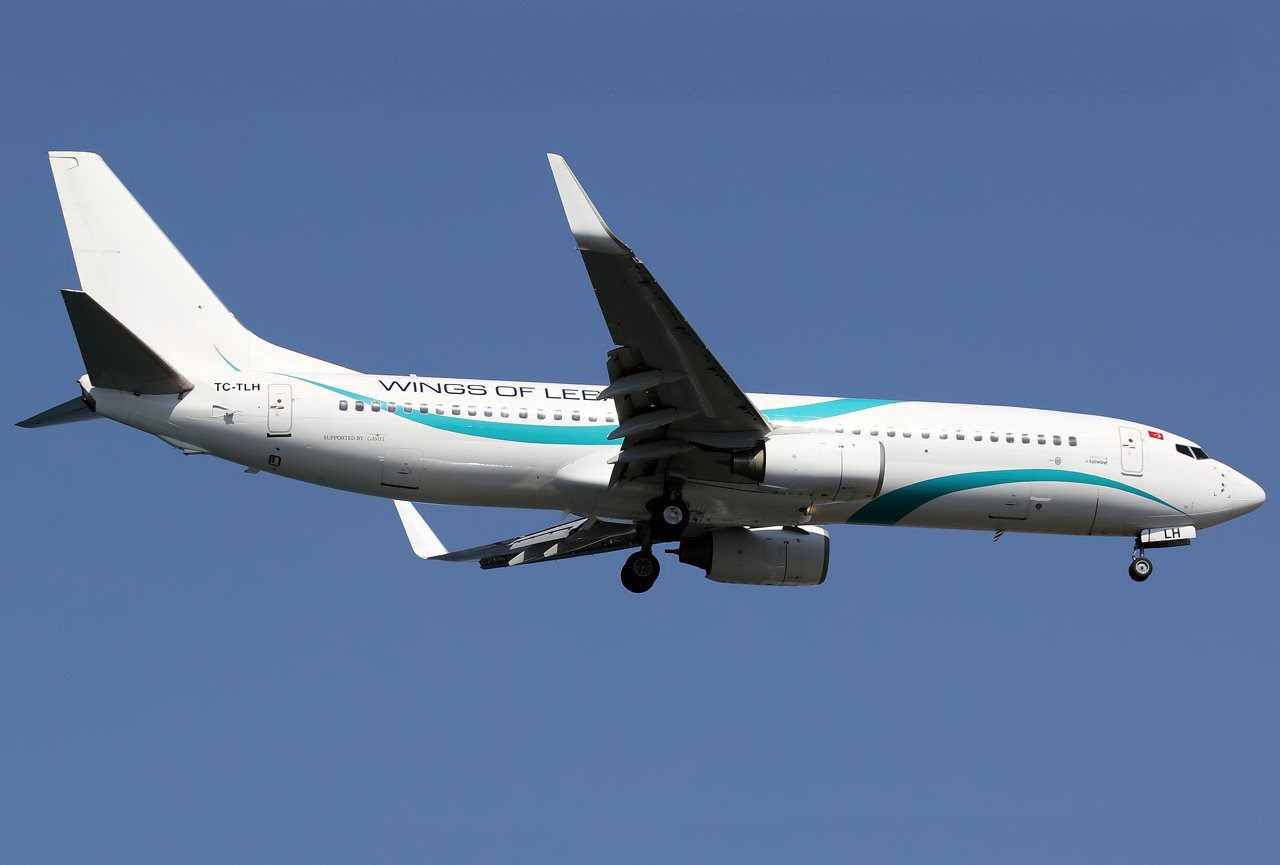
Самолёт Boeing 737-800 (TC-TLH) в ливрее Wings of Lebanon